# Мягкова, Алина Сергеевна
Алина Сергеевна Мягкова (род. 15 января 1999, Липецк) — российская футболистка, защитник московского «Спартака» и сборной России.

## Биография
В детстве занималась мини-футболом, в 13-летнем возрасте перешла в большой футбол. Выступала за команду «Олимп» (Грязи/Старый Оскол, Липецкая область), первый тренер — Дмитрий Павлов. Также играла за команду «Чайка» (Усмань). По состоянию на 2017 год занималась в СШОР № 27 «Сокол» Красносельского района Москвы, играла за «Сокол» в первом дивизионе.
С 2018 года выступала на взрослом уровне за московский «Локомотив». Дебютный матч в высшей лиге России сыграла 4 мая 2018 года против ЦСКА, заменив на 90-й минуте Яну Шеину. По ходу сезона стала игроком стартового состава, всего в сезоне 2018 года сыграла 10 матчей в чемпионате. В первой половине сезона-2019 сыграла 12 матчей, а её команда стала серебряным призёром чемпионата.
Летом 2019 года уехала на учёбу в США и стала выступать за один из американских клубов. С 2020 года снова играла за «Локомотив», а в зимние месяцы в США. В составе «Локомотива» — чемпионка России 2021 года, серебряный призёр 2019 и 2020 годов и бронзовый призёр 2022 года.
В начале 2022 года перешла в итальянский клуб «Эллас Верона», но по окончании сезона покинула команду. Осенью 2022 года вновь стала игроком московского «Локомотива», где играла до окончания сезона 2023, после чего перешла в московский «Спартак». Бронзовый призёр чемпионата России 2024.
Выступала за молодёжную сборную России, где дебютировала в декабре 2017 года. В национальной сборной дебютный матч сыграла 6 ноября 2018 года против Сербии, отыграв все 90 минут. Свой первый гол за сборную забила 3 сентября 2019 года в ворота Эстонии.